# Claude Guéant
Claude Guéant (ur. 17 stycznia 1945 w Vimy) – francuski polityk, prawnik i urzędnik państwowy, doradca prezydenta Nicolasa Sarkozy’ego, w latach 2007–2011 sekretarz generalny jego administracji prezydenckiej, następnie do 2012 minister spraw wewnętrznych.

## Życiorys
Uzyskał licencjat z zakresu prawa. Kształcił się następnie w Instytucie Nauk Politycznych w Paryżu oraz w École nationale d’administration. Pracę urzędniczą zaczął na początku lat 70. w ministerstwie spraw wewnętrznych. Był dyrektorem gabinetu prefekta departamentu Finistère, sekretarzem generalnym ds. gospodarczych w administracji Gwadelupy, zaś w latach 1977–1981 doradcą technicznym w gabinecie ministra spraw wewnętrznych. Później pracował na kierowniczych stanowiskach w różnych prefekturach, m.in. od 1991 do 1992 jako prefekt departamentu Alpy Wysokie. W latach 1994–1998 kierował francuską policją, sprawując urząd jej dyrektora generalnego. Następnie był prefektem w regionach Franche-Comté i Bretania.
W 2002 został jednym z najbliższych współpracowników Nicolasa Sarkozy’ego. Do 2007 był dyrektorem jego gabinetu jako ministra spraw wewnętrznych (dwukrotnie), ministra gospodarki, finansów i przemysłu oraz przewodniczącego rady generalnej w Hauts-de-Seine. W 2007 kierował jego kampanią wyborczą w wyborach prezydenckich. W maju 2007, po zwycięstwie Nicolasa Sarkozy’ego, Claude Guéant stanął na czele administracji prezydenckiej jako sekretarz generalny Pałacu Elizejskiego. Uchodził za polityka szczególnie wpływowego, uzyskując w mediach przydomki „kardynała” lub „wiceprezydenta”.
W lutym 2011 przeszedł na stanowisko ministra spraw wewnętrznych, regionów zamorskich, wspólnot terytorialnych i imigracji w rządzie François Fillona, które zajmował do końca funkcjonowania tego gabinetu w maju 2012. W tym samym roku kandydował do Zgromadzenia Narodowego z poparciem UMP, jednak nie uzyskał mandatu. Uzyskał następnie uprawnienia adwokata, podejmując praktykę zawodową w Paryżu. Został później objęty postępowaniem karnym dotyczącym defraudacji związany z domniemanym finansowaniem w 2007 kampanii wyborczej przez libijski reżim Mu’ammara al-Kaddafiego.

## Odznaczenia
Odznaczony Kawalerią Legii Honorowej i Komandorią Orderu Narodowego Zasługi oraz ukraińskim Order Księcia Jarosława Mądrego II klasy.